# Сливница (община Ресен)
Вижте пояснителната страница за други значения на Сливница.
Сливница, известно и като Слимница (на македонска литературна норма: Сливница), е село в община Ресен, Северна Македония.

## География
Селото е разположено в областта Долна Преспа на брега на Преспанското езеро, в подножието на планината Баба.

## История
В XV век в Сливница са отбелязани поименно 42 глави на домакинства. Селото се споменава в османски дефтер от 1530 година под името Исливница, хас на падишаха, с 30 ханета гяури, 32 ергени гяури и 3 вдовици гяурки.
В XIX век Сливница е чисто българско село в Битолска кааза, Нахия Долна Преспа на Османската империя. В „Етнография на вилаетите Адрианопол, Монастир и Салоника“, издадена в Константинопол в 1878 година и отразяваща статистиката на населението от 1873 година, Слиница (Slinitza) е посочено като село в каза Ресен с 20 домакинства и 56 жители българи. Според статистиката на Васил Кънчов („Македония. Етнография и статистика“) от 1900 година Сливница има 120 жители българи християни и 6 българи мохамедани.
На Етнографската карта на Битолския вилает на Картографския институт в София от 1901 година Сливница е чисто българско село в Битолската каза на Битолския санджак със 17 къщи.
Според официални османски данни по време на Илинденското въстание през лятото на 1903 година в селото изгарят 2 български къщи.
След Илинденското въстание в началото на 1904 година цялото село минава под върховенството на Българската екзархия. По данни на секретаря на екзархията Димитър Мишев („La Macédoine et sa Population Chrétienne“) през 1905 година в Сливница има 184 българи екзархисти и 6 албанци.
По време на Балканската война в 1912 година в селото влизат сръбски части. Чета на Черна ръка, начело с Василие Търбич под предлог разоръжаване на населението започва масов терор над всички по видни българи. В Сливница са бити с часове до смърт Крум Сливенчанец и българският свещеник Петър.
По време на българското управление на Вардарска Македония през Първата световна война Сливница е част от Наколска община в Ресенска околия и има 284 жители.
Според преброяването от 2002 година селото има 188 жители.
| Националност     | Всичко |
| северномакедонци | 188    |
| албанци          | 0      |
| турци            | 0      |
| цигани           | 0      |
| власи            | 0      |
| сърби            | 0      |
| бошняци          | 0      |
| други            | 0      |

## Забележителности
Край селото е разположен манастирът „Рождество на Пресвета Богородица“. Селото има четири църкви. „Свети Атанасий“ е малко еднокорабна църква, разположена западно от селото. Няма източници кога е построена църквата „Свети Атанасий“, но се предполага, че това е станало някъде в XIX век. „Свети Никола“ е нова църква, изградена над селото на старо култово място и некропол. „Свети Димитър“ е гробищна църква, разположена северно от селото. „Света Петка“ е малка еднокорабна църква на три километра от селото, изградена на старо култово място с останки от некропол.